# Înfrățirea (okręg Călărași)
Înfrățirea – wieś w Rumunii, w okręgu Călărași, w gminie Dor Mărunt. W 2011 roku liczyła 425 mieszkańców.